# Вайфер (князь Беневенто)
Вайфер (Гвайфер), или Гаидерис (лат. Waifer, Waifar, Guaifer, Gaideris, умер в 881) — князь Беневенто (878—881), сын Радельгара.

## Биография
В 854 году, в момент смерти своего отца Радельгара, Вайфер был ещё слишком молод, чтобы править княжеством, поэтому князем стал его дядя Адельхиз. Лишь в 878 году, после убийства дяди, Вайферу удалось заполучить княжество в свои руки.
В 879 году во время борьбы за власть в Капуанском княжестве и в Капуанской епархии Вайфер поддерживал Панденульфа против своего же зятя Ландо III.